# نیحا، الشوف
نیحا (به عربی: نيحا) یک منطقهٔ مسکونی در لبنان است که در شهرستان شوف واقع شده‌است.
 نیحا  ۶٬۵۰۰ نفر جمعیت دارد.